# Roháče

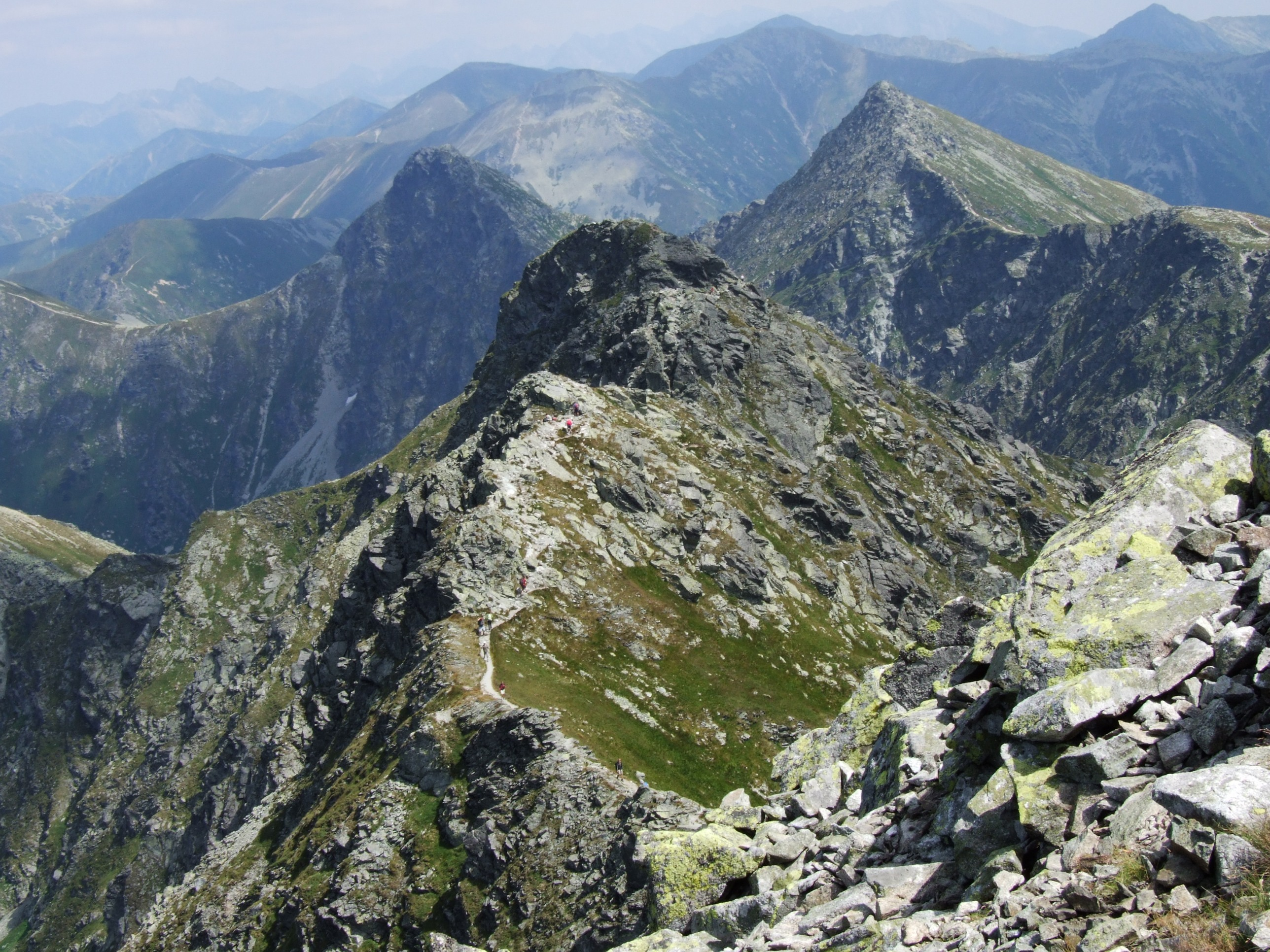
Berggruppe Tri kopy in Roháče

Roháče (slowakisch plural) ist ein Gebirgsstock und geomorphologischer Teil der Westtatra in der Slowakei. Der höchste Berg ist der Baníkov mit 2178 m n.m.

## Allgemeines und Abgrenzung

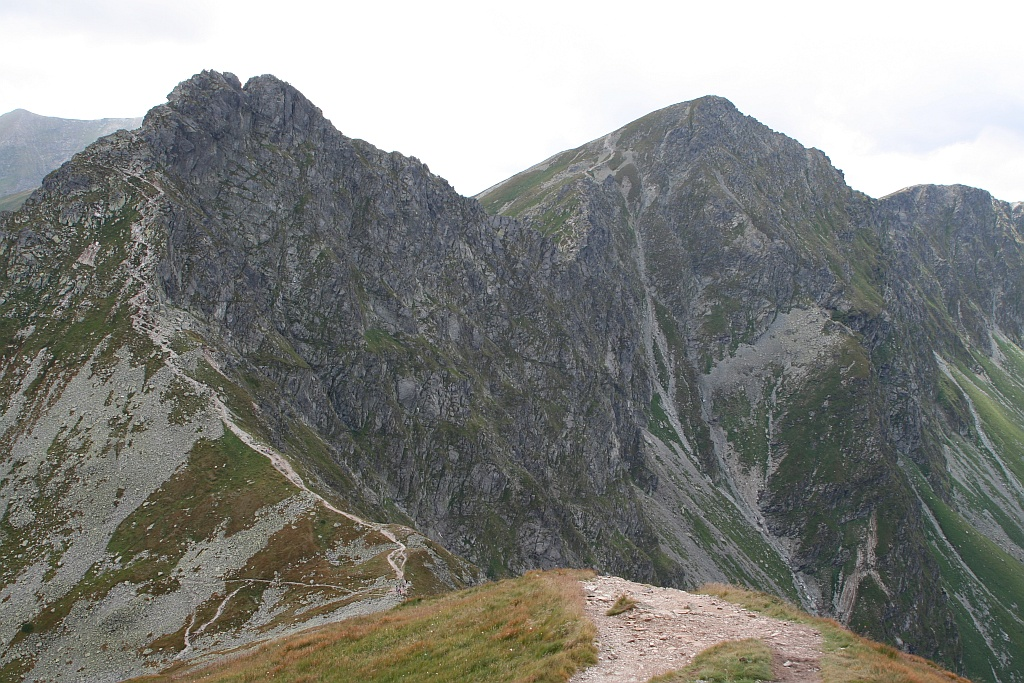
Die namensgebenden Berge des Gebirgsstocks, Plačlivé (früher Plačlivý Roháč) und Ostrý Roháč, vom Volovec heraus gesehen

Im engeren Sinne versteht man unter Roháče nur den Abschnitt um die Berge Plačlivé, Ostrý Roháč und Volovec herum, im erweiterten Sinne jedoch den nördlichen, in der Landschaft Orava gelegenen Teil des Hauptkamms der Westtatra vom Berg Brestová im Westen bis zum Volovec im Osten. Nachdem die frühere slowakische Bezeichnung Liptovské hole für den südlichen, in der Landschaft Liptau gelegenen Teil des Hauptkamms außer Gebrauch geraten ist, wird auch dort die Bezeichnung Roháče zunehmend verwendet.
Roháče als geomorphologische Einheit wird von drei anderen geomorphologischen Teilen der Westtatra abgegrenzt: Osobitá im Norden, Liptovské Tatry im Süden und Sivý vrch im Südwesten. Im Osten bildet die polnisch-slowakische Staatsgrenze die Abgrenzung, im Westen grenzt die Einheit an den Untertatragraben (slow. Podtatranská brázda).
Die Berge wurden zu einem Teil durch einen etwa 12 km langen und etwa 200 m dicken Gletscher, der das Tal Roháčska dolina ausfüllte, geformt, somit erinnert die Gegend in dieser Hinsicht mehr an die Hohe Tatra als die übrige Westtatra.

## Name
Der Name leitet sich vom Aussehen der Berge Plačlivé (früher Plačlivý Roháč) und Ostrý Roháč, die vom nördlich gelegenen Tal Roháčska dolina wie zwei spitzige Hörner („Teufelshörner“) betrachtet werden können, ab. Wegen der vorgelagerten grasigen Berge im Süden ist diese Gestalt von dort nicht derart wahrnehmbar. Das Wort roháč, ursprünglich Name des höheren Gipfels von Ostrý Roháč, bezeichnet im hiesigen Sprachgebrauch das Gehörn eines Rehbocks, oder allgemeiner ein Horntier. Der tiefere Gipfel von Ostrý Roháč hieß früher Šuta, nach dem slowakischen Wort für hornlose Tiere.

## Erhebungen

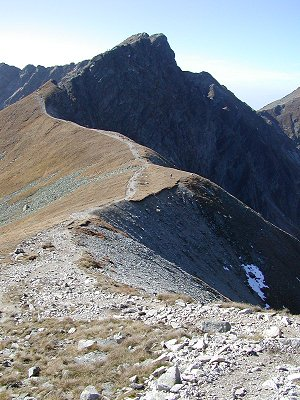
Baníkov

- Baníkov, 2178 m
- Pachoľa, 2167 m
- Hrubá kopa, 2166 m
- Tri kopy, 2136 m
- Plačlivé, 2126 m
- Ostrý Roháč, 2088 m
- Spálená, 2083 m
- Volovec, 2064 m
- Nohavica, 2053 m
- Salatín, 2048 m
- Brestová, 1903 m
- Zuberec, 1806 m
- Pálenica, 1753 m

## Sattel
- Baníkovské sedlo, 2040 m
- Smutné sedlo, 1963 m
- Jamnícke sedlo, 1908 m
- Parichvost, 1855 m
- Pálenica, 1573 m

## Tourismus

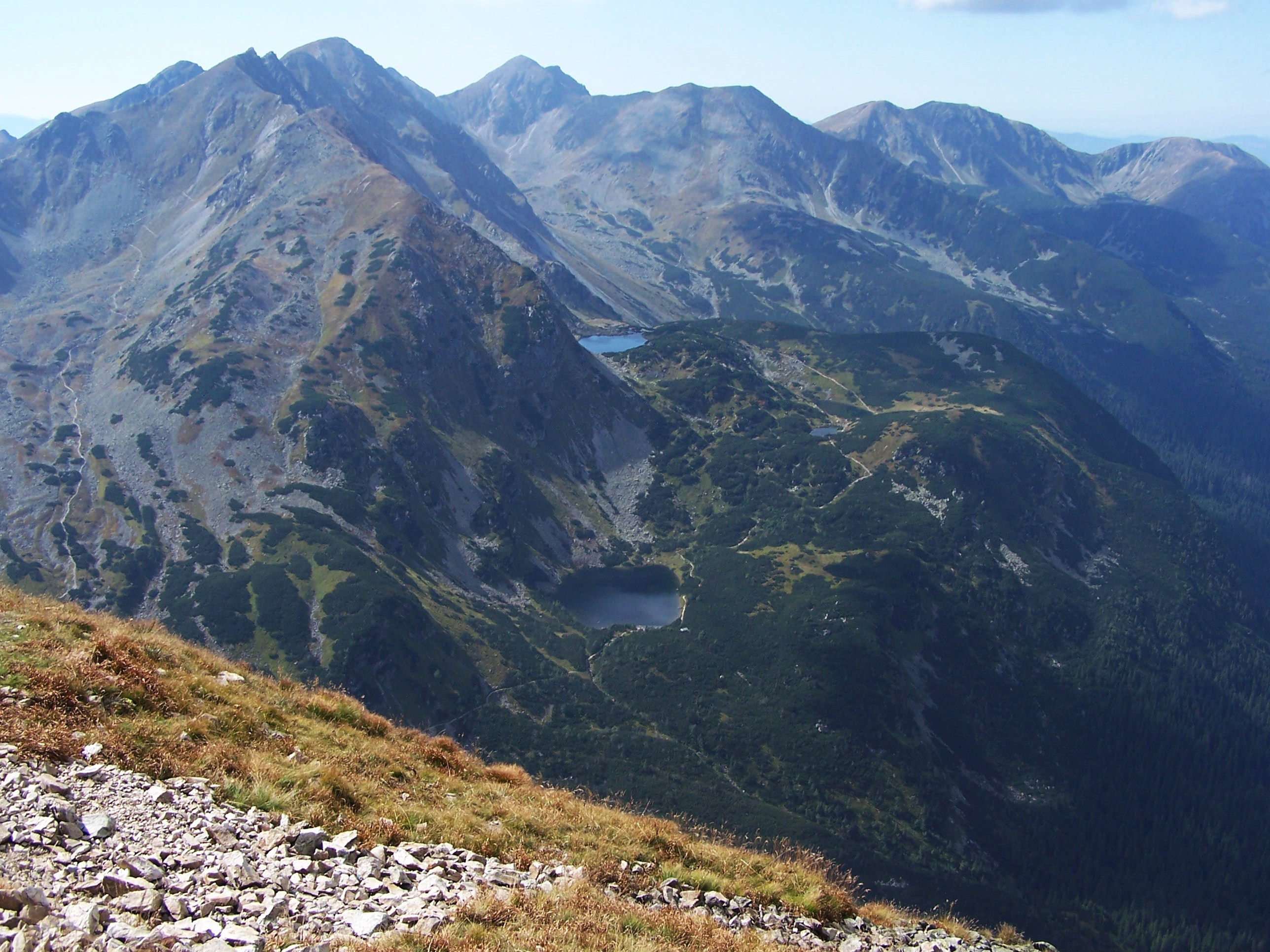
Bergseen Roháčske plesá unter dem Hauptkamm zwischen Tri kopy (links) und Brestová (rechts)

Der Gebirgsstock Roháče gehört zu populären Wanderungsgebieten in der Slowakei. Ausgangspunkte auf der Nordseite in der Landschaft Orava sind im Einzelnen die Ansiedlung Brestová bei der Gemeinde Zuberec und weiter die Gebirgswiese Zverovka. Direkt auf dem Gebiet des Tatra-Nationalparks befindet sich das Wintersportgebiet Roháče-Spálená mit mehreren Skiliften. Eine Asphaltstraße führt von Zuberec und Zverovka über die Gabelung Adamcuľa bis zum Bergsee Ťatliakovo jazero und der Berghütte Ťatliakova chata. Im Süden liegt lediglich die Berghütte Žiarska chata in der Nähe, weitere Ausgangspunkte befinden sich außerhalb des Gebirges.
Die Gegend ist durch ein dichtes Wanderwegnetz abgedeckt. Es umfasst einerseits das Tal Roháčska dolina mit Seitentälern und ferner Talschlüsse der Žiarska dolina, Jamnícka dolina und Jalovecká dolina im Süden. Neben Zielen wie die Bergseegruppe Roháčske plesá ist insbesondere der rot markierte Wanderweg, der den gesamten Hauptkamm abdeckt, von Bedeutung. Der Übergang ist anstrengend: insbesondere die Abschnitte vom Salatín bis zur Spálená über den Kamm Skriniarky sowie vom Baníkov über Hrubá kopa, Tri kopy bis zum Ostrý Roháč sind exponiert und an schwierigsten Stellen durch Ketten gesichert. Schwindelfreiheit und Trittsicherheit sind erforderlich für diese Abschnitte.